# Калнин, Тамара Павловна
Тамара Павловна Калнин (29 мая 1924; РСФСР, п. Глухово, Холмский уезд, Псковская губерния — 3 ноября 1941; Киров) — участник Великой Отечественной войны. Награждена посмертно Орденом Ленина за подвиг: рискуя своей жизнью, вытащила из горящей машины 15 человек.

## Биография
Тамара Павловна Калнин родилась 29 мая 1924 года в посёлке Глухово Псковской губернии. Мать Мария Михайловна — русская, отец Павел Августоович — латыш.  Мать работала продавцом потребительского общества, отец учительствовал. В 1927 году её родители развелись.
С 1928 года семья живёт в Пскове. Мать работает на фабрике «Шпагат» ленточницей. В 1930 году выходит замуж за военнослужащего и уезжает к месту службы мужа в Новосибирск, затем в город Троицкосавск Бурят-Монгольской АССР, где работает в госторговле и кооперации. В 1934 году семья переезжает в город Опочку, где М. М. Калнин работает до 1941 года в различных должностях.
15 сентября 1941 года медицинская сестра Тамара Павловна Калнин эвакуировала раненых. Санитарная машина подверглась нападению фашистского самолёта. Шофер был убит, машина загорелась. Лишь после выноса всех раненых (15 человек), сорвав с себя горящую одежду она побежала в медико-санитарный батальон, за два километра за помощью. Добежав до медсанбата она упала в полном изнеможении. Тамара Калнин получила тяжелые ожоги 2 и 3 степени ног и поясницы и из медсанбата на самолёте была направлена в эвакогоспиталь в Вышний Волочек. Находясь на лечении в госпитале, героиня 2 ноября 1941 года скончалась от тяжелых ожогов (сепсис). За спасение раненых людей она была награждена посмертно орденом Ленина.

## Награды и звания
- Орден Ленина (посмертно)[4]

## Память
- Мемориальная доска в честь подвига Калнин Тамаре Павловне
- Школа № 1 им. Тамары Калнин. Архитектурный памятник. Построено здание в 1913 году.
- Памятник-бюст Калнин Тамаре Павловне